# Satavahana

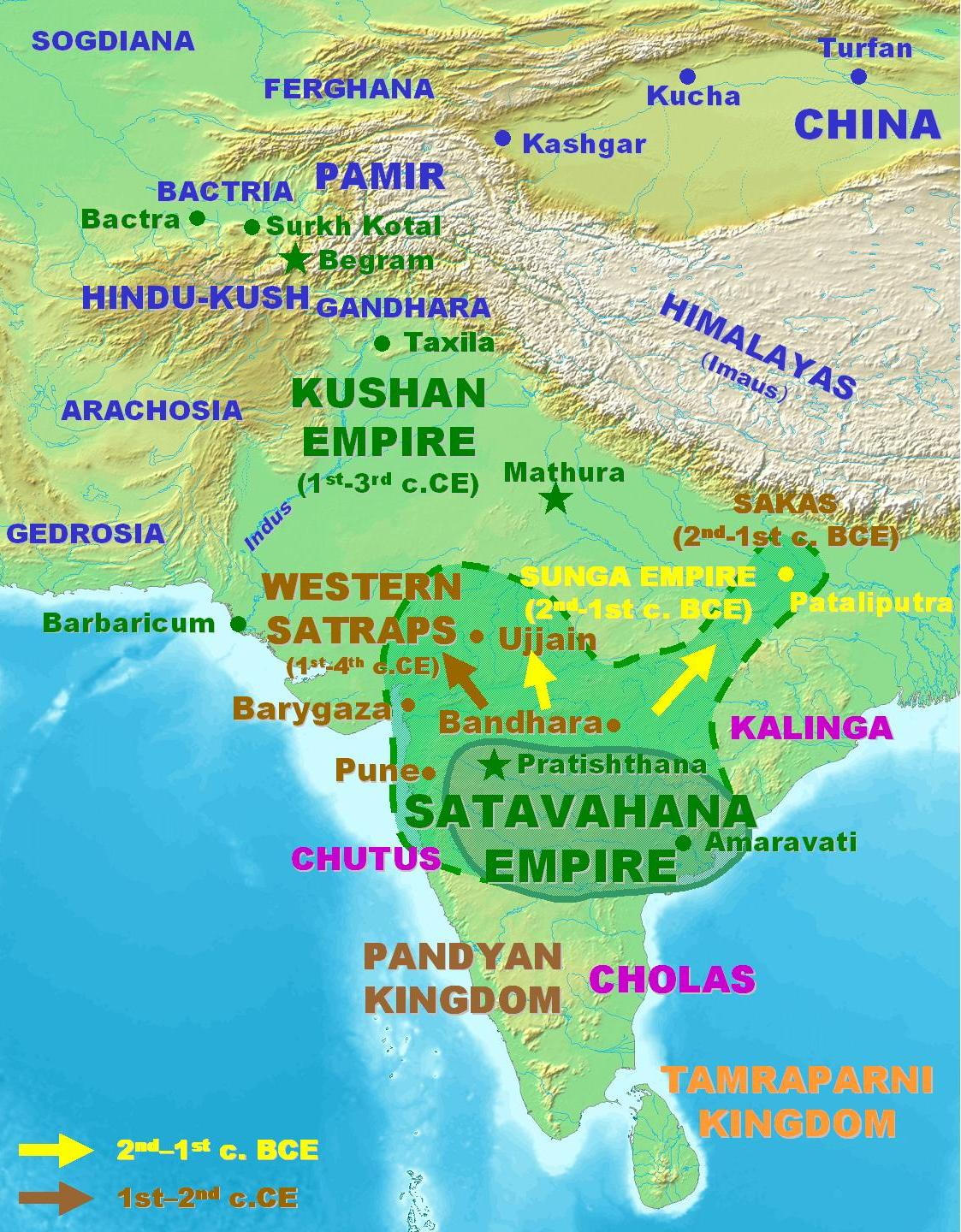
Ungefähres Einflussgebiet der Satavahana

Die Satavahana regierten vier Jahrhunderte, von etwa 230 v. Chr. bis um 220 n. Chr., über das zentralindische Hochland des Dekkan, ihr Zentrum war der Oberlauf der Godavari um Nasik und Pratishthana (heute Paithan) in Maharashtra. Sie werden nach ihrer Stammeszugehörigkeit auch als Andhras bezeichnet, das heißt, sie stammten wohl eher vom Unterlauf des Flusses Krishna, also aus dem heutigen Andhra Pradesh.
Die mächtigsten Nachbarn waren das Mauryareich bzw. deren Nachfolger, die Shungakönige (185–73 v. Chr.) in Nordindien; das unter Kharavela wiedererstarkte Kalinga in Orissa und die Saken (ab 139 v. Chr.) in den Grenzgebieten des Nordwestens. Den Süden teilten sich die den Tamilen zugerechneten Könige, z. B. Chola und Pandya.

## Geschichte
Die Satavahana hatten sich anscheinend schon Ashokas Herrschaft entzogen, denn ihr Gebiet weist wenige bzw. keine von dessen Säulen- und Felsenedikten auf. Kurz nach dessen Tod breiteten sie sich unter den Königen Simuka (reg. ca. 230–207 v. Chr.) und Kanha/Krishna (reg. ca. 207–189 v. Chr.) über den Dekkan aus, obwohl eine größere Bedeutung zu der Zeit inzwischen auch bezweifelt wird.
Um 180 v. Chr. schlug König Satakarni (reg. ca. 189–178 v. Chr.) die Armee des ersten Shunga-König Pushyamitra (reg. ca. 185–151 v. Chr.) zurück und eroberte anscheinend auch Ujjain (in Malwa). Satakarni musste sich andererseits mit Kalingas König Kharavela (reg. ab 183 v. Chr.) auseinandersetzen, der scheinbar ungehindert in sein Reich vordrang. Um 28 v. Chr. beseitigten die Satavahana die auf die Shunga-Dynastie folgende, kurzlebige Kanva-Dynastie und stuften damit Magadha zu einem Randgebiet herab.
Im 2. Jahrhundert n. Chr. schmolz das Territorium der Satavahanas im Ausgangsgebiet von Maharashtra zusammen, die Bedeutung von Andhra Pradesh stieg. Und zwar gerieten die Shatavahanas in Konflikt mit den Saken (sog. Kshatrapa-Könige), die als Vasallen der Kushana einige Teile Nordwestindiens besetzt hatten. Der Satavahana-König Gautamiputra Satakarni (reg. ca. 106–130) schlug die Saken um 120/25, aber wenig später stellte der Saken-König in Ujjain, Rudradaman I. (reg. ca. 130–150) das Prestige seiner Dynastie wieder her. Nach der Regierung des Königs Sri Yajna Satakarni (reg. ca. 170–199) zerfiel das Reich im frühen bis mittleren 3. Jahrhundert in mehrere Feudalfürstentümer, von denen die Vakataka zur Guptazeit Ende des 4. Jahrhunderts die stärkste Nachfolgedynastie waren. Des Weiteren sind die frühen Pallava zu erwähnen.

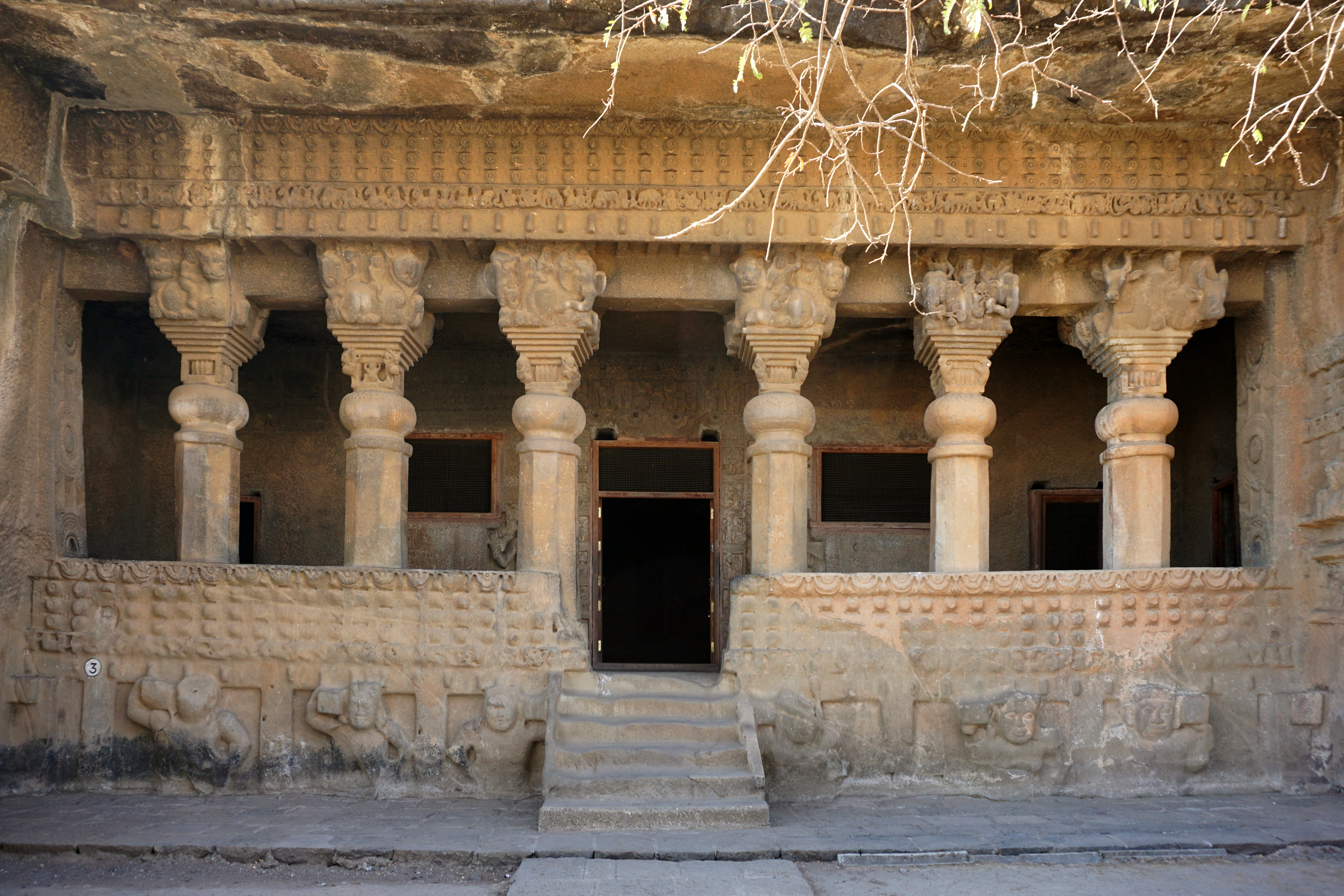
Die Pandavleni-Höhle Nr. 3 bei Nashik enthält eine Inschrift aus der Zeit Gautamiputra Sātakarnis.

## Kultur und Verwaltung
Die Satavahana waren möglicherweise matrilinear und damit vor-arisch, zumindest schließt man das aus ihren Königsnamen wie etwa Gautamiputra – d. h. „Sohn der Gautami“. Sie förderten aber das Sanskrit und damit die nordindische Kultur ebenso wie Buddhisten und Brahmanen mit großzügigen Stiftungen. Sie prägten Münzen, darunter die ersten in Südindien mit dem Herrscherbildnis von Gautamiputra Sātakarni (reg. 106–130). Ihr Reich war ähnlich dem Mauryareich in Distrikte aufgegliedert, die von ranghohen Beamten verwaltet und durch kleine Garnisonen im offenen Land geschützt wurden. Die Satavahanas ließen aber den einheimischen Fürsten sowie den Städten und ihren Handelsgilden ein hohes Maß an Selbstverwaltung. Es gab Banken, die verzinsliche Darlehen gaben.

## Wirtschaft und Handel
Südindien war im 1. und 2. Jahrhundert ein Zentrum des Welthandels. Gewürze, Parfüm, Edelsteine, Elfenbein, Seide, Edelhölzer, Zucker und wilde Tiere gingen bis in das kaiserzeitliche Rom (in Berenike in Ägypten wurden z. B. Münzen aus dem Satavahana-Reich sowie eine Buddha-Statue gefunden), zurück kamen Sklaven, Musikinstrumente, Glas, Wein, Kupfer und vor allem Goldmünzen. Die Handelsbilanz war für Rom negativ und ein Grund für die dort entstehende Wirtschaftskrise.

## Liste der Herrscher
Die Herrscherliste kann nur einer groben Orientierung dienen.
- Simuka (Sindhuka) (230–207 v. Chr.)
- Krishna (Kanha) (207–189 v. Chr.)
- Sātakarnī I. (Srimallakarna) (180–170 v. Chr.)
- (?)Satisiri (Sakhkumara)
- Purnotsanga (Paurnamasa)
- Skandhasvati I.
- Satakarni II. (152–96 v. Chr.)
- Lambodara
- Apilaka (Apitaka, Chivilaka)
- Meghasvati (Sangha, Saudasa)
- Svati (Satasvati)
- Skandhasvati II.
- Mrigendra Svatikarna
- Kuntala Svatikarna
- Svatisena Svatikarna
- Pulomavi I. (Pulamayi, Patumat u. a.)
- Arishtakarna (Arishtakarman, Gaurakrishna u. a.)
- Hāla (20–24 n. Chr.)
- Mandalaka (Pattalaka)
- Purindra Sena (Pravilasena)
- Sundara Svatikarna
- Chakora Svatikarna
- Sivasvhati
- Gautamiputra Sātakarni (106–130)
- Vashishtiputra Pulumāyi II. (130–158)
- Sivasri Pulumayi III.
- Sivaskandha Satakarni
- Sri Yajna Sātakarni III. (170–199)
- Vijaya
- Chandasri Satakarni
- Pulomavi IV.